# Henri Karcher (homme politique, 1849-1933)
Pour les articles homonymes, voir Henri Karcher.
Henri Karcher (1849-1933) est un homme politique français. Il a été maire du 20e arrondissement de Paris de 1914 à 1933.
Il est fait chevalier de la Légion d'honneur en 1908.
Il est enterré au cimetière du Père-Lachaise (89e division).

## Hommages
Un square du 20e arrondissement de Paris porte son nom.